# Louis Lémery
Louis Lémery, född den 25 januari 1677 i Paris, död där den 9 juni 1743, var en fransk kemist. Han var son till Nicolas Lémery. 
Lémery, som var medicine doktor, blev 1731 demonstrator i kemi vid Jardin du roi efter att ha vunnit anseende som kemist genom åtskilliga nya undersökningar. Liksom fadern tillhörde han och den yngre brodern Jacques (död 1721) franska vetenskapsakademien. 